# Трубопровід підземний

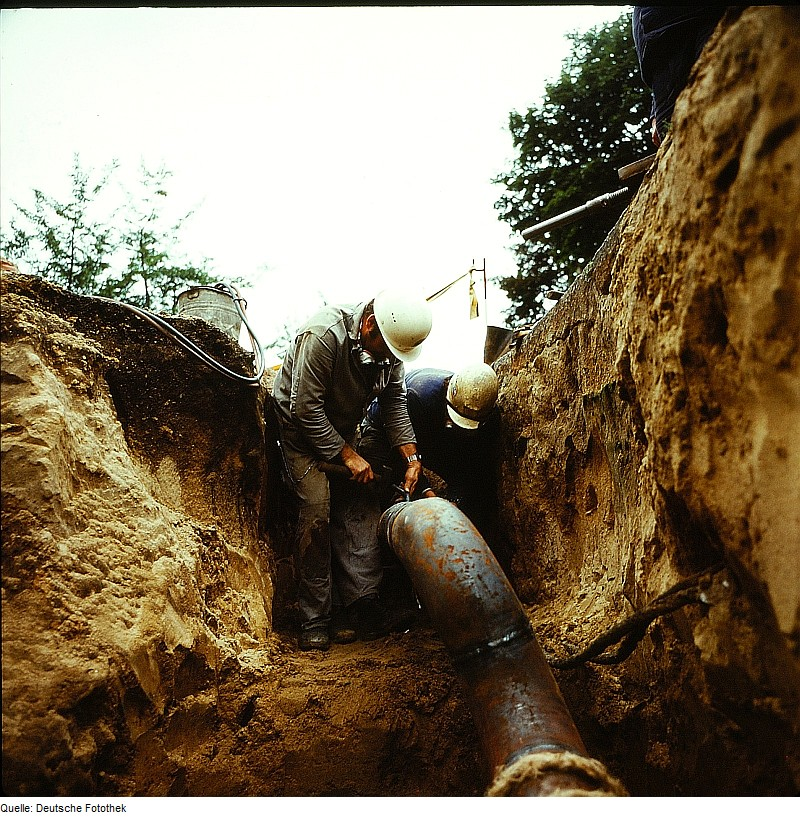

Трубопровід підземний (рос. трубопровод подземный, англ. underground pipeline, нім. verdeckte Rohrleitung f) – трубопровід, що прокладається траншейним способом з наступним засипанням ґрунтом. 

## Загальний опис
Призначений для транспортування газу, нафти, нафтопродуктів, вугілля, залізної руди тощо від місць видобування, переробки та зберігання до місць споживання. Бл. 98 % трубопроводів магістральних укладені за схемою Т.п. Підземне прокладання забезпечує захист трубопроводу від механічних пошкоджень, створює сприятливіший температурний режим його експлуатації, не вимагає повного вилучення із обороту земель сільськогосподарського призначення. Але для деяких регіонів Т.п. може бути економічно невигідним (ділянки багаторічномерзлих ґрунтів, гірничих виробок зі значними зміщеннями ґрунту, активних зсувів у гірських районах, перетин гірських річок з блукаючими та сильно розмитими руслами). Т.п. знаходяться у складному напруженому стні, піддаючись дії не лише внутрішнього тиску, а й інших численних навантажень, які виявляють себе в особливих ситуаціях (вічна мерзлота Північного Сибіру, гірські райони, болота і пустелі). Під дією поперечних та поздовжніх сил Т.п., укладені в слабких ґрунтах, суттєво змінюють своє початкове положення, що призводить до появи в матеріалі труб надмірних згинаючих зусиль і, як наслідок, руйнуванню. Забезпечення працездатності Т.п. суттєво залежить від їх силової та теплової взаємодії  з ґрунтом.